# Chapelle funéraire de la famille Thouin
La chapelle funéraire de la famille Thouin est un tombeau français situé à Angers, dans le département de Maine-et-Loire.

## Localisation
La chapelle est située dans la garenne du parc de l'ancienne abbaye Saint-Nicolas d'Angers, sur la rive droite de la Maine, près de l'actuel parc de la Garenne qui longe l'étang Saint-Nicolas.

## Description
Le monument est de style néoclassique, et fait partie du courant romantique encore en vogue en France à l'époque de sa construction.
Les éléments inscrits sont le caveau funéraire, l'autel et les stèles funéraires fixées au mur.

## Historique
La chapelle a été édifiée en 1820, par et pour la famille Thouin.
Elle est inscrite au titre des monuments historiques en 1992.